# Ichirō Kaga
Ichirō Kaga (jap. 加賀一郎 Kaga Ichirō; ur. 10 czerwca 1898 w Osace, zm. 5 listopada 1946) – japoński lekkoatleta, sprinter.
Podczas igrzysk olimpijskich w Antwerpii (1920) odpadł w eliminacjach biegów na 100 i 200 metrów.
Na rozgrywanych w Szanghaju mistrzostwach Dalekiego Wschodu (1921) zdobył brązowe medale w biegach na 100 jardów oraz w biegu na 220 jardów po prostej.

## Rekordy życiowe
- Bieg na 200 metrów – 22,2 (1924)